# Tchadri
Ne doit pas être confondu avec Tchador.

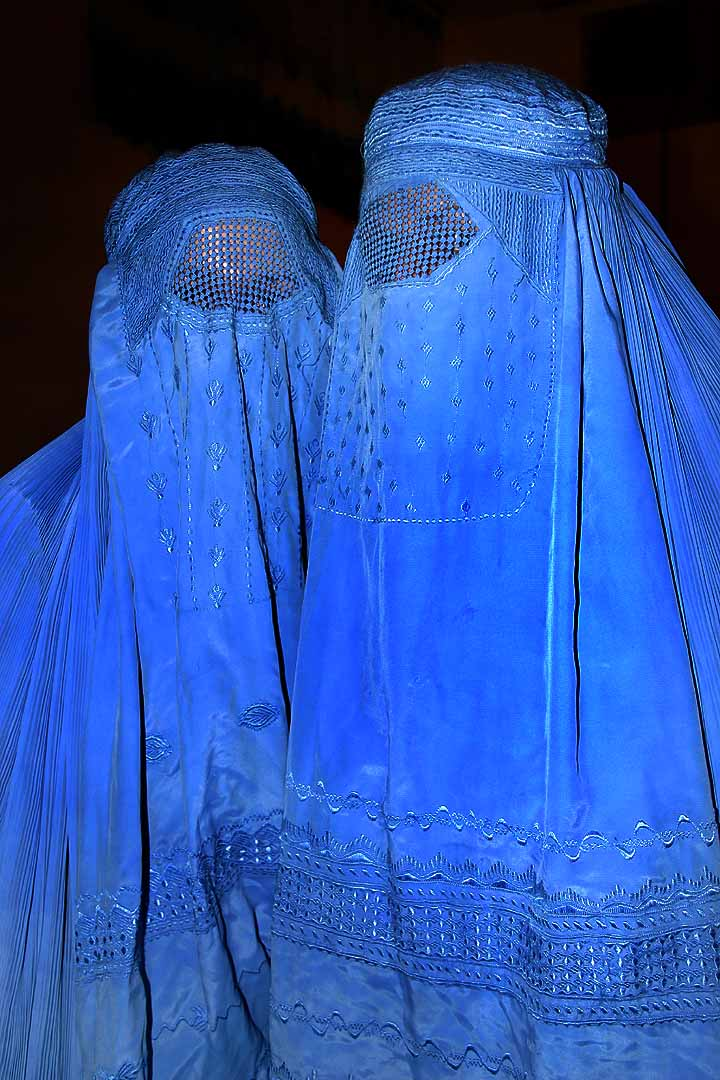
Deux femmes afghanes portant le tchadri.

Le tchadri (souvent orthographié chadri) est un vêtement caractérisé par une calotte brodée, souvent bleue, qui couvre entièrement la tête et le corps, ne laissant au niveau des yeux qu'une étroite meurtrière grillagée permettant de voir sans qu’aucun trait du visage ne soit discernable (une autre forme de tchadri existe cependant en Afghanistan : le vêtement couvre moins complètement le corps de la femme laissant apparaître, à mi-hauteur de sa taille, par devant, sa robe et la partie basse de son pantalon).

## Origine et diffusion

### Le tchadri
Le tchadri, est le vêtement de certaines femmes afghanes, notamment pachtounes porté en ville comme à la campagne. C'est le vêtement traditionnel de cette communauté de femmes afghanes depuis plus d'un millénaire ; on le trouve aussi au Pakistan et en Inde. Le tchadri se distingue du voile intégral en cela qu'il laisse voir, même dans sa forme la plus enveloppante, les pieds et, sur les marchés par exemple, les mains de la femme. 
Dans les milieux aisés des villes, notamment à Kaboul, les femmes étaient également habillées à l'européenne à partir des années 1960 (port du voile rendu facultatif par décret royal en 1959 par Mohammad Zaher Shah, monarque de 1933 jusqu'au coup d'État fomenté par son cousin, le prince Mohammed Daoud Khan, le 17 juillet 1973, qui instaura la République),.
Un nouveau coup d'État eut lieu le 27 avril 1978 (fomenté cette fois par Amîn et Tarakî, du Khalq, et Kârmal, du Partcham, toutes deux des factions communistes) qui vit l'arrivée d'un nouveau régime communiste au pouvoir avec, à sa tête, Tarakî, déclaré Président de la République. Ce dernier, à la suite de l'instabilité croissante du pays, fit appel en décembre 1979 aux Soviétiques qui s'installèrent en Afghanistan de 1979 à 1989. Après le retrait de l'URSS, les communistes se maintinrent jusqu'à la chute définitive du régime de Mohammed Nadjiboullah dans la nuit du 16 au 17 avril 1992. Pendant cette période, les femmes acquirent une plus grande liberté vestimentaire, notamment dans les villes, mais aussi dans les couches sociales qui n'avaient pas profité, par conservatisme, des libéralités du Décret Royal de 1959, lequel avait surtout avantagé les couches sociales aisées, diplomatiques, instruites.
L'arrivée au pouvoir des talibans en 1996, après les trois guerres civiles qui déchirèrent le pays (février 1989/avril 1992, luttes de différentes factions anticommunistes contre le gouvernement postsoviétique de Nadjiboullah ; avril 1992/automne 1994, lutte entre factions; automne 1994, entrée en guerre des talibans jusqu'à leur entrée dans Kaboul évacuée par le Commandant Massoud dans la nuit du 26 au 27 septembre 1996) mis une fin définitive à ces libéralités. Les talibans, qui s'emparèrent de Kaboul en septembre 1996 et devinrent les nouveaux maîtres de l'Afghanistan, à l'exception de la poche de résistance du commandant Massoud (qui fut assassiné dans un attentat perpétré par deux faux journalistes maghrébins le 9 septembre 2001), le Pandjchir, instaurèrent un régime islamique totalitaire et rétablirent l’obligation, pour toutes les femmes, du port du tchadri, en respect de la pratique du purdah,. 
Depuis que les talibans ont été chassés du pouvoir à Kaboul en novembre 2001, le port du tchadri n'est plus obligatoire en Afghanistan, même s'il reste encore très largement répandu.
Des femmes, essentiellement à Kaboul, ont abandonné à nouveau le tchadri et se promènent, sinon habillées à l'occidentale, simplement revêtues d'une gabardine et coiffées d'un foulard. Il en est de même dans d'autres grandes villes comme Hérât et Mazâr-é Sharîf. Dans les écoles, les collèges et les lycées, les élèves portent un uniforme veste/pantalon généralement noir et un foulard blanc ; leurs femmes professeurs portent un uniforme vert clair ou gris et aussi un foulard.